# Carlo Sbordone
Carlo Sbordone (* 23. November 1948 in Neapel) ist ein italienischer Mathematiker, der sich mit Analysis befasst. Er ist Professor an der Universität Neapel.
Sbordone studierte in Neapel mit dem Laurea-Abschluss 1970 und wurde dort Professor für Analysis.
Er war unter anderem Gastprofessor an der Universität Paris VI und der University of Maryland.
Er befasst sich mit Variationsrechnung, Gamma-Konvergenz, geometrischer Maßtheorie, Homogenisierung und Quasikonformen Abbildungen.
2000 erhielt er den Mathematik-Preis der Accademia dei XL. Er war 2000 bis 2006 Präsident der Unione Matematica Italiana. Er ist korrespondierendes Mitglied der Accademia dei Lincei (2004) und Mitglied der Accademia Pontaniana in Neapel.

## Schriften
- Su alcune applicazioni di un tipo di convergenza variazionale. In: Annali della Scuola Normale Superiore di Pisa. Classe di Scienze. Serie 4, Bd. 2, Nr. 4, 1975, S. 617–638, (online).
- mit Antonio Ambrosetti: Γ-convergenza e G-convergenza per problemi non lineari di tipo ellittico. In: Bollettino della Unione Matematica Italiana. Sezione A: La Matematica nella Società e nella Cultura. Serie 5, Bd. 13, ISSN 0392-4033, S. 352–362.
- Sur un limite dintegrales polynomiales du calcul des variations. In: Journal de Mathématiques Pures et Appliquées. Bd. 56, 1977, ISSN 0021-7824, S. 67–77.
- mit Hedy Attouch: Asymptotic limits for perturbed functionals of calculus of variations. In: Ricerche di Matematica. Bd. 29, Nr. 1, 1980, ISSN 0035-5038, S. 85–124.
- mit Paolo Marcellini: On the existence of minima of multiple integrals of the calculus of variations. In: Journal de Mathématiques Pures et Appliquées. Bd. 62, 1983, S. 1–9.
- mit Nicola Fusco: Higher integrability of the gradient of minimizers of functionals with nonstandard growth conditions. In: Communications on Pure and Applied Mathematics. Bd. 43, Nr. 5, 1990, S. 673–683, doi:10.1002/cpa.3160430505.
- mit Tadeusz Iwaniec: On the integrability of the Jacobian under minimal hypotheses. In: Archive for Rational Mechanics and Analysis. Bd. 119, Nr. 2, 1992, S. 129–143, doi:10.1007/BF00375119.
- mit Haïm Brezis, Nicola Fusco: Integrability for the Jacobian of orientation preserving mappings. In: Journal of Functional Analysis. Bd. 115, Nr. 2, 1993, S. 424–431, doi:10.1006/jfan.1993.1098.
- mit Tadeusz Iwaniec: Weak minima of variational integrals. In: Journal für die reine und angewandte Mathematik. Bd. 454, 1994, S. 143–161, (Digitalisat).
- mit Paolo Marcellini: Analisi Matematica Due. Liguori, Neapel 1996, ISBN 88-207-2675-0.
- mit Nicola Fusco, Pierre Louis Lions: Sobolev imbedding theorems in borderline cases. In: Proceedings of the American Mathematical Society. Bd. 124, 1996, S. 561–565, JSTOR:2161374
- mit Paolo Marcellini: Analisi Matematica Uno. Neapel: Liguori 1998, ISBN 88-207-2819-2.
- mit Tadeusz Iwaniec: Quasiharmonic fields. In: Annales de l'Institut Henri Poincaré. Non Linear Analysis. Bd. 18, Nr. 5, 2001, S. 519–572, doi:10.1016/S0294-1449(00)00058-5.
- mit Paolo Marcellini, Carlo Sbordone: Elementi di Analisi Matematica due. Versione semplificata per i nuovi corsi di laurea. Liguori Editore, Neapel, 2001, ISBN 88-207-3137-1.